# Sophora xanthoantha
Sophora xanthoantha là một loài thực vật có hoa trong họ Đậu. Loài này được C.Y. Ma miêu tả khoa học đầu tiên năm 1982.